# Actinella actinophora
Actinella actinophora (лат.) — вид наземных брюхоногих моллюсков из семейства Geomitridae отряда стебельчатоглазых.
Встречается на подстилке из опавших листьев в глубоких ущельях и на склонах гор, а также на прибрежных лугах.

## Классификация
Вид делят на два подвида, оба являются эндемиками Португалии:
- Actinella actinophora actinophora (Lowe,1831) обитает на острове Мадейра[3]
- Actinella actinophora descendens (Wollaston, 1878) обитает на островах Ильяш-Дезерташ[1].

Второй подвид обычно повышают в ранге до вида Actinella descendens (Wollaston, 1878). По данным MolluscaBase, этот вид вымер.